# Daniel Jarque
Daniel Jarque González (Barcellona, 1º gennaio 1983 – Firenze, 8 agosto 2009) è stato un calciatore spagnolo, di ruolo difensore.
È primatista di presenze (22) con l'Espanyol nelle competizioni UEFA per club.

## Carriera
Catalano, trascorse l'intera carriera, da quando aveva 12 anni, tra le file dell'Espanyol, nella cui cantera era cresciuto e con il quale aveva esordito il 20 ottobre 2002, contro il Recreativo Huelva nel campionato di Primera División 2002-2003. Nella stagione 2004-2005, sotto la guida dell'allenatore Miguel Ángel Lotina, fu integrato in pianta stabile nella prima squadra dell'Espanyol, con cui nel 2005-2006 vinse la Coppa del Re e nel 2006-2007 raggiunse la finale di Coppa UEFA.
Il 18 luglio 2009, poco prima del suo decesso, ricevette la fascia di capitano da Raúl Tamudo per volere dell'allenatore Mauricio Pochettino.
Con la nazionale spagnola Under-17 vinse il campionato europeo di categoria del 2001.

## Morte
L'8 agosto 2009 fu trovato morto nel ritiro della sua squadra a Coverciano, quartiere di Firenze. Le cause del decesso sarebbero ascrivibili ad una asistolia, occorsa mentre era al telefono con la fidanzata, per altro incinta di sette mesi. Nonostante i tentativi di rianimazione, eseguiti prima dal medico della squadra Cervera e poi dai medici del 118 il cuore non riprese a battere: il calciatore fu quindi dichiarato morto.
L'11 luglio 2010, in occasione della finale del campionato mondiale di calcio tra Spagna e Olanda, Andrés Iniesta, autore della rete decisiva per la vittoria spagnola, ha dedicato la segnatura a Jarque mostrando una maglietta in suo ricordo. Il 18 dicembre 2010, durante il derby tra Espanyol e Barcellona, la tifoseria biancazzurra ha mostrato il proprio apprezzamento per il gesto di Iniesta tributandogli una standing ovation.
Dal giorno della sua morte, durante ogni partita in cui la squadra dell'Espanyol è impegnata, la tifoseria omaggia il ricordo del giocatore con un applauso di 60 secondi nel corso del ventunesimo minuto, poiché 21 era il numero di maglia del loro beniamino scomparso. Per ricambiare l'affetto offerto dai sostenitori, e come forma di rispetto verso Daniel, la società ha ritirato la maglia numero 21, che il calciatore indossava negli incontri, che rimarrà tuttavia disponibile in futuro per i soli giocatori cresciuti nella cantera del club.

## Palmarès

### Club
- Coppa di Spagna: 1

Espanyol: 2005-2006

### Nazionale
- Campionato d'Europa Under-17: 1

2001